# Obszar niemunicypalny

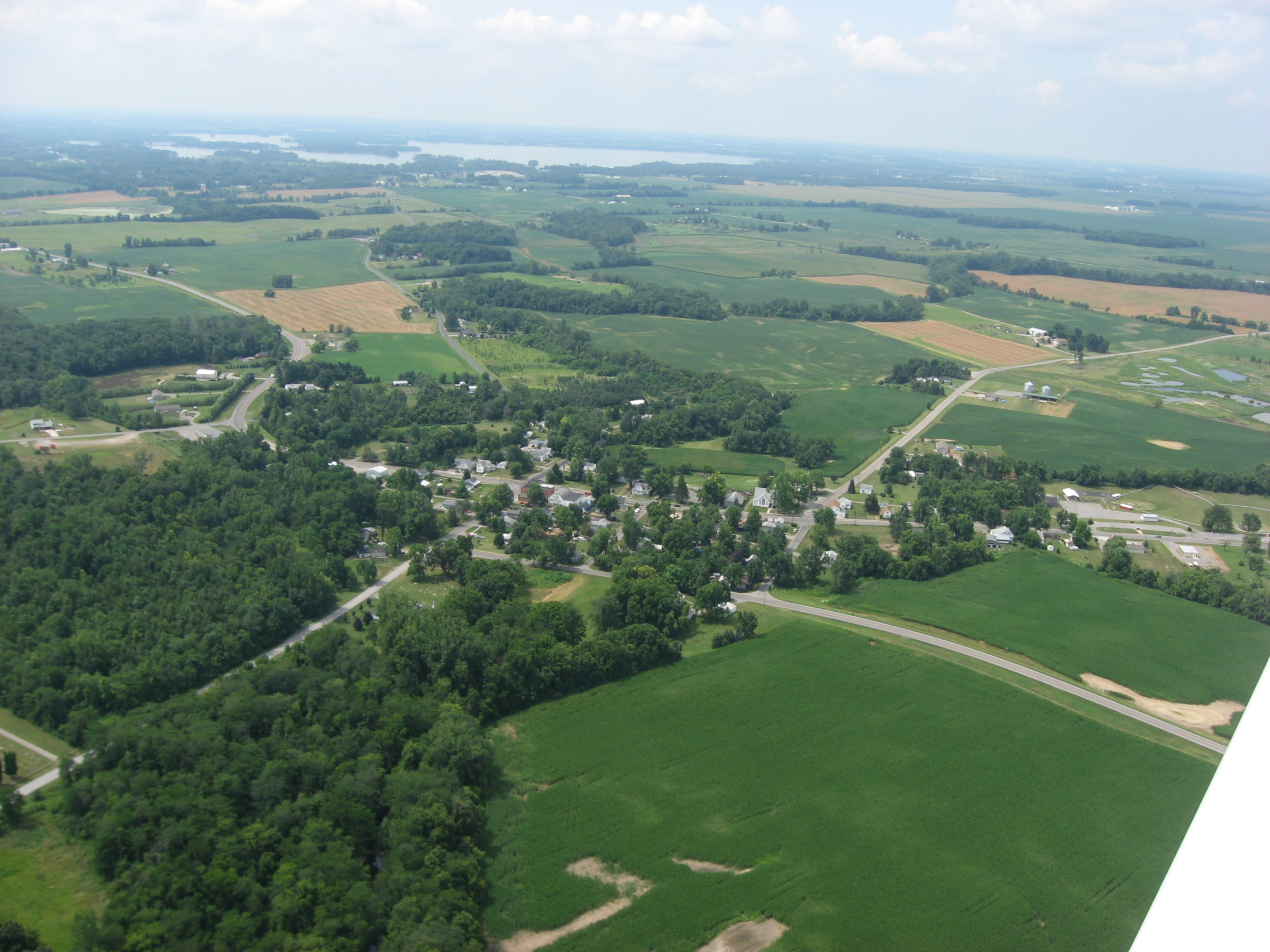
Obszar niemunicypalny Roundhead w stanie Ohio

Obszar niemunicypalny (ang. unincorporated area) – w niektórych krajach anglosaskich zamieszkane lub niezamieszkane terytorium nieposiadające własnej administracji, a więc praw miejskich, które pozwalałyby na egzekucję podatków lokalnych. Takie obszary znajdują się w jurysdykcji większych jednostek terytorialnych, jak powiat, hrabstwo, prowincja, stan, a nawet na szczeblu państwowym.

## Australia
W Australii obszarami niemunicypalnymi są zazwyczaj tereny położone poza granicami miejskimi, o znacznej powierzchni i niewielkim zaludnieniu. Najwięcej takich obszarów znajduje się na Terytorium Północnym. Większość terytorium stanu Australia Południowa jest obszarem niemunicypalnym, zarządzanym przez Outback Areas Community Development Trust. Daleki zachód i północ stanu Nowa Południowa Walia określa się mianem Unincorporated Far West Region, ze względu na niewielką liczbę ludności. Takimi obszarami zajmują się – w miarę potrzeb – wyznaczeni urzędnicy we władzach stanów lub terytoriów. Spośród pozostałych stanów jedynie Wiktoria posiada dwa niewielkie obszary niemunicypalne w hrabstwie Alpine i jeden w hrabstwie Mansfield (są to ośrodki narciarskie); zalicza się do nich także niektóre wyspy przybrzeżne.

## Kanada
W Kanadzie, w zależności od prowincji, pojęcie unincorporated settlement odnosi się do miejscowości (najczęściej osad), które nie posiadają rad miejskich. Stanowią one zwykle, ale nie zawsze, część większego organizmu miejskiego. Mogą to być małe osiedla, a także spore obszary zurbanizowane. Na przykład Sherwood Park, przedmieście Edmonton, mogłoby być siódmym co do wielkości miastem Alberty, gdyby wystąpiło o przyznanie praw miejskich, ale jego mieszkańcy wolą należeć do Specialized Municipality of Strathcona County. Podobnie, bogate w bitumy i szybko rosnące osiedle Fort McMurray nie jest niezależną jednostką, a wchodzi w skład rozległej Wood Buffalo Regional Municipality.

## Stany Zjednoczone
W Stanach Zjednoczonych pojęcie obszaru niemunicypalnego odnosi się generalnie do części hrabstwa znajdującego się poza terenami zmunicypalizowanymi. W większości stanów przyjęto zasadę, że władze hrabstwa posiadają w odniesieniu do tych obszarów uprawnienia takie, jakie mają na obszarach municypalnych rady miejskie. W niektórych jednak wypadkach władze stanowe składają te obowiązki na barki mniejszych jednostek hrabstw, jakimi są townships.